# Monestir de Duži
El Monestir de Duži (en ciríl·lic serbi: Манастир Дужи) és un monestir ortodox serbi dedicat a la intercessió de la Theotokos i situat a 10 km a l'oest de la ciutat de Trebinje, al sud de la República Srpska, Bòsnia i Hercegovina. Està situat a la plana de Popovo, no gaire lluny de la costa de la mar Adriàtica.
Es va esmentar per primera vegada en fonts històriques el 1694, quan va servir com a refugi per als monjos del proper monestir de Tvrdoš que va ser destruït pels venecians durant la Guerra de Morea. Aquest any, la seu de l'Eparquia de Zahumlje i Hercegovina de l'església ortodoxa sèrbia va ser traslladada de Tvrdoš a Duži, on va romandre fins a 1777, quan es va traslladar la seu a Mostar.
Durant la segona meitat del segle xix, els monjos de Duži van donar suport als aixecaments dels serbis d'Hercegovina contra els otomans, que van danyar i saquejar el monestir en 1858, 1861 i 1877. Mićo Ljubibratić, líder de l'aixecament d'Hercegovina de 1875-1877, tenia el seu quarter general al monestir de Duži. El 1878, després del Congrés de Berlín, Bòsnia i Hercegovina va ser ocupada per Àustria-Hongria. El monestir va ser greument danyat en un incendi el 6 de setembre de 1886. La seva renovació va ser recolzada pel govern austrohongarès de Bòsnia i Hercegovina amb un fons de 200.000 guldens. Es va col·locar una placa de bronze a l'església renovada, amb text a serbi expressant gratitud a l'emperador austríac Francesc Josep.
Després de la Primera Guerra Mundial, el monestir va ser habitat per monjos russos que van fugir de Rússia arran de la Revolució d'Octubre. El 1935, van pintar les parets de l'església amb frescos d'estil rus. El 1941, tres dels monjos van ser assassinats per partisans iugoslaus. El monestir va quedar abandonat després de la Segona Guerra Mundial, i va caure en mal estat. Entre 1954 i 1958, va ser utilitzat per l'exèrcit popular iugoslau per allotjar soldats. El 1959, es va convertir en un monestir, i les religioses van restablir gradualment el monestir dilapilat. Durant les guerres iugoslaves dels anys noranta, va ser bombardejat per l'exèrcit croat, però sense causar gaires danys.
Actualment, l'economia del monestir de Duži inclou l'apicultura i la producció de vi, rakia i productes lactis.